# فروده سورينسن
فروده سورينسن (بالدنماركية: Frode Sørensen)‏ هو سياسي دانمركي، ولد في 21 يناير 1946 في الدنمارك. حزبياً، نشط في الحزب الاشتراكي الديمقراطي (الدنمارك). وقد انتخب عضو فولكتنغ ‏.